# قائمة إصدارات الطوابع في أوكرانيا لسنة 2002
هذه قائمة الطوابع البريدية التي أصدرها البريد الأوكراني للتداول في عام 2002.
في الفترة من 17 يناير إلى 6 ديسمبر 2002، أصدر 66 طابعا بريديا بضمنها 61 طابعًا بريديًا تذكاريًا وطابع دائم (قياسي) من الإصدار الخامس (قيمته الاسمية هي الحرف «C» وعادلت في حينها 0.80 هريفنا) وأربع طوابع قياسية من الإصدار السادس. غطت الطوابع التذكارية مواضيع ذكرى التواريخ والأحداث الهامة وذكرى الشخصيات الثقافية البارزة وغيرها. طرحت طوابع بريدية للتداول بالقيم التالية:
- 0.05 هريفنا
- 0.10 هريفنا
- 0.40 هريفنا
- 0.45 هريفنا
- 0.50 هريفنا
- 0.70 هريفنا
- 0,75 هريفنا
- 0.80 هريفنا
- 1.25 هريفنا
- 1.75 هريفنا
- 2.50 هريفنا
- 3.50 هريفنا

الطابع الذي كان ضمن الإصدار القياسي الخامس كان ضمن إصدارات طوابع بريدية أوكرانية حملت قيمًا على شكل حروف من الأبجدية الأوكرانية، كان هذا يشير إلى نظام مؤقت للقيمة بسبب التضخم المفرط الذي كانت تعاني منه البلاد منذ أوائل التسعينيات بعد انهيار الاتحاد السوفيتي. فعوضا عن الأرقام التي تحدد قيمة الطابع برقم معين (مثل 10 أو 50 كوبيك)، فقد استعملت حروف أوكرانية، وهذا بسبب أن القيم متغيرة وأن هذه الحروف لم تكن تمثل قيمة ثابتة بالمعنى التقليدي. بدلاً من ذلك، كانت تمثل فئة سعرية أو تعرفة بريدية محددة في ذلك الوقت.
وهكذا فقد كان يصدر تعديل دوري نظرًا للتضخم السريع، وقد كانت قيمة هذه الفئات السعرية التي تمثلها الحروف تتغير دوريا (أسبوعيًا في بعض الأحيان) لمواكبة تقلبات سعر الصرف مقابل الدولار الأمريكي وتكاليف البريد المتزايدة. كذلك كان استخدام الحروف أسهل وأسرع من إعادة طباعة طوابع جديدة بأرقام مختلفة كل فترة قصيرة، وكان يعلن عن قيمة كل حرف بالعملة المحلية (الكاربوفانيتس الأوكراني ثم الهريفنيا الأوكرانية) دوريا. مثلا قد يمثل الطابع الذي يحمل الحرف "А" قيمة معينة للرسائل المحلية العادية، بينما يمثل الطابع الذي يحمل الحرف "Б" قيمة أعلى للرسائل المسجلة أو المرسلة إلى وجهات أبعد.
استخدام هذا النظام بين عامي 1994 و1996 حتى استقر الوضع الاقتصادي وأدخلت العملة الوطنية الجديدة، (الهريفنيا الأوكرانية) (₴)، في عام 1996. بعد ذلك، بدأت الطوابع تحمل قيمًا رقمية ثابتة بالهريفنيا والكوبيك (الوحدة الأصغر للهريفنيا).
لذلك، فإن الحروف الأوكرانية على طوابع لم تكن مجرد رموز عشوائية، بل كانت نظامًا عمليًا مؤقتًا لتحديد قيمة الطوابع في ظل الظروف الاقتصادية الصعبة التي مرت بها أوكرانيا في تلك الفترة.
طُبعت كل الطوابع في مؤسسة "دار الطباعة الأوكراني" المملوكة للدولة.

## قائمة الطوابع التذكارية
يتوافق ترتيب العناصر في الجدول مع الرقم الموجود في دليل طوابع أوكرانيا على الموقع الرسمي للبريد الأوكراني ((بالأوكرانية: КМД УДППЗ «Укрпошта»)، بين قوسين الأرقام وفقًا "لدليل ميشيل للطوابع".
| التسلسل في الكتالوج                                                                                         | الصورة | الوصف والمصادر | القيمة                     | تاريخ طرحها للتداول | كمية الإصدار | المصمم                                                       |
| --- | ------ | --- | -------------------------- | ------------------- | ------------ | ------------------------------------------------------------ |
| رقم 422 (Mi #482)                                                                                           |        | سلسلة «هيتمان أوكرانيا»: بافلو تيتيريا | 0,40 هريفنا                | 17 يناير 2002 م     | 300٬000      | لوغفين                                                       |
| رقم 423 (Mi #483)                                                                                           |        | سلسلة «هيتمان أوكرانيا»: ديميان المذنب | 0,40 هريفنا                | 17 يناير 2002 م     | 300٬000      | لوغفين                                                       |
| رقم 424 (Mi #484)                                                                                           |        | سلسلة «هيتمان أوكرانيا»: إيفان بريوخوفيتسكي | 0,40 هريفنا                | 17 يناير 2002 م     | 300٬000      | لوغفين                                                       |
| رقم 425 (Mi #485) رقم 426 (Mi #486) رقم 427 (Mi #487) رقم 428 (Mi #488)                                     |        | طوابع متجاورة من سلسلة «تاريخ الجيش في أوكرانيا» - سلاح الفرسان السكيثي الخفيف - درع ثقيل لمحارب سكيثي - الملك السكيثي والمحارب الشاب - "أمازونية" سكيثية | 0,40 هريفنا                | 29 يناير 2002 م     | 200٬000      | لوغفين                                                       |
| رقم 430 (Mi #490)                                                                                           |        | «ألعاب القوى» | 0,40 هريفنا                | 15 فبراير 2002 م    | 500٬000      | كوزنيتسوف غينادي يوخيموفيتش                                  |
| رقم 431 (Mi #491)                                                                                           |        | «سباحة» | 0,40 هريفنا                | 15 فبراير 2002 م    | 500٬000      | كوزنيتسوف غينادي يوخيموفيتش                                  |
| رقم 432 (Mi #492)                                                                                           |        | «مقاطعة كييف» | 0,40 هريفنا                | 18 فبراير 2002 م    | 200٬000      | أوليكساندر كالميكوف                                          |
| رقم 433 (Mi #493) رقم 434 (Mi #494)                                                                         |        | طابعان متجاوران من سلسلة «صناعة السفن في أوكرانيا» - الفرقاطة «سوزوبول» - البريغية «بيرسيوس» | 0,40 هريفنا                | 22 فبراير 2002 م    | 1٬000٬000    | فاليري رودينكو                                               |
| رقم 435 (Mi #496)                                                                                           |        | «ذكرى مرور 10 سنوات على أصدار الطوابع الأوكرانية الحديثة» | 0,40 هريفنا                | 1 مارس 2002 م       | 200٬000      | أولكسندر بوغومولوف                                           |
| رقم 436 (Mi #497)                                                                                           |        | «الذكرى 175 عاما على ميلاد ليونيد هليبوف.» | 0,40 هريفنا                | 4 مارس 2002 م       | 200٬000      | فاسيل فاسيلنكو                                               |
| رقم 438 (Mi #498)                                                                                           |        | «الشطرنج» | 3,50 هريفنا                | 29 مارس 2002 م      | 200٬000      | كاترينا شتانكو                                               |
| رقم 439 (Mi #499) رقم 440 (Mi #500)                                                                         |        | ورقة طوابع تذكارية: إصدار مشترك «أوروبا 2002. السيرك الوطني الأوكراني» | 1,75 هريفنا                | 4 أبريل 2002 م      | 150٬000      | أولكسندر بوهومازوف (التصميم)، أولكسندر كوستيوتشينكو (الصورة) |
| رقم 441 (Mi #501)                                                                                           |        | «أحد الشعانين» | 0,40 هريفنا                | 19 أبريل 2002 م     | 500٬000      | فاليري يفتوشينكو                                             |
| رقم 443 (Mi #502) رقم 444 (Mi #503) رقم 445 (Mi #504) رقم 446 (Mi #505)                                     |        | طوابع متجاورة «أفعى السلم المنقطة. ( Elaphe situla)» | 0,40 0,70 0,80 2,50 هريفنا | 25 مايو 2002 م      | 200٬000      | كوزنيتسوف غينادي يوخيموفيتش                                  |
| رقم 447 (Mi #506) رقم 448 (Mi #507)                                                                         |        | ورقة طوابع تذكارية: «دور الأوبرا في أوكرانيا» - مسرح الأوبرا والباليه الأكاديمي الوطني في دونيتسك. - مسرح الأوبرا والباليه في دنبرو. | 1,25 هريفنا                | 31 مايو 2002 م      | 100٬000      | أوكسانا تيرنافسكا                                            |
| رقم 449 (Mi #509)                                                                                           |        | «مقاطعة لوهانسك» | 0,40 هريفنا                | 2 يونيو 2002 م      | 500٬000      | أوليكساندر كالميكوف                                          |
| رقم 450 (Mi #510) رقم 451 (Mi #511)                                                                         |        | طابعان متجاوران «الكتاب الأحمر لأوكرانيا» - غاقة أوروبية (Phalacrocorax aristotelis) - خنزير البحر المألوف (Phocoena phocoena) | 0,70 هريفنا                | 14 يونيو 2002 م     | 1٬000٬000    | كوزنيتسوف غينادي يوخيموفيتش                                  |
| رقم 452 (Mi #512)                                                                                           |        | «مايكولا ليونتوفيش (1877—1921)» | 0,40 هريفنا                | 21 يونيو 2002 م     | 300٬000      | فاسيل فاسيلنكو                                               |
| رقم 453 (Mi #513)                                                                                           |        | «مقاطعة تشيرنيفتسي» | 0,40 هريفنا                | 27 يونيو 2002 م     | 1٬000٬000    | أوليكساندر كالميكوف                                          |
| رقم 455 (Mi #515) رقم 456 (Mi #516) رقم 457 (Mi #517) رقم 458 (Mi #518) رقم 459 (Mi #519)                   |        | ورقة طوابع تذكارية: «محمية المحيط الحيوي للبحر الأسود» - صائد المحار الأوراسي (Haematopus ostralegus) - نورس مستدق المنقار (Larus genei Breme) - سوسن قزم (Iris pumila L) - كروان الماء الأوراسي (Numenius arquata (L)) - قطقاط اسكندراني (Charadrius alexandrinus L)             | 0,50 هريفنا                | 13 يوليو 2002 م     | 100٬000      | فاليري رودينكو                                               |
| رقم 460 (Mi #520) رقم 461 (Mi #521) رقم 462 (Mi #522)                                                       |        | طوابع متجاورة من سلسلة «الحكايات الشعبية الأوكرانية» - كولوبوك - سيد كوتسكي - الدجاجة ريابا | 0,40 هريفنا                | 19 يوليو 2002 م     | 500٬000      | كوست لافرو                                                   |
| رقم 463 (Mi #523) رقم 464 (Mi #524) رقم 465 (Mi #525)                                                       |        | طوابع متجاورة: «أعمال هانا سوباشكو-شوستاك» - صندوق تعشيش. 1963 - مزهرية مع الزهور. 1964 - بابونج. 1964 | 0,45 هريفنا                | 9 أغسطس 2002 م      | 500٬000      | أوكسانا تيرنافسكا                                            |
| رقم 466 (Mi #526)                                                                                           |        | سلسلة «أوكرانيا: دولة فضائية»: - «يوري كوندراتيوك (ألكسندر إغناتيفيتش شارجي) 1897—1942» | 0,40 هريفنا                | 23 أغسطس 2002 م     | 500٬000      | فاسيل فاسيلنكو                                               |
| رقم 467 (Mi #527)                                                                                           |        | سلسلة «أوكرانيا: دولة فضائية»: - «ميخائيل يانجل 1911—1971» | 0,45 هريفنا                | 23 أغسطس 2002 م     | 500٬000      | فاسيل فاسيلنكو، أوكسانا تيرنافسكا                            |
| رقم 468 (Mi #528)                                                                                           |        | سلسلة «أوكرانيا: دولة فضائية»: - «نيكولاي كيبالتشيتش 1853—1881» | 0,50 هريفنا                | 23 أغسطس 2002 م     | 300٬000      | أوكسانا تيرنافسكا                                            |
| رقم 469 (Mi #529)                                                                                           |        | سلسلة «أوكرانيا: دولة فضائية»: - «سيرجي كوروليوف 1907—1966» | 0,70 هريفنا                | 23 أغسطس 2002 م     | 300٬000      | أوكسانا تيرنافسكا                                            |
| رقم 471 (Mi #530) رقم 472 (Mi #531)                                                                         |        | طابعان متجاوران: «إصدار مشترك بين "أوكرانيا وكازاخستان"“» - فقمة بحر قزوين (Phoca caspica) - بيلوجا (Huso huso ponticus) | 0,75 هريفنا                | 6 سبمتبر 2002 م     | 172٬000      | أوكسانا تيرنافسكا، دانيار محمدجانوف                          |
| رقم 473 (Mi #533)                                                                                           |        | «مقاطعة أوديسا» | 0,45 هريفنا                | 20 سبمتبر 2002 م    | 500٬000      | أوليكساندر كالميكوف                                          |
| رقم 474 (Mi #534)                                                                                           |        | «ذكرى 1000 عام على تأسيس خوتين» | 0,40 هريفنا                | 21 سبمتبر 2002 م    | 500٬000      | أوريست كريفوروتشكو                                           |
| رقم 475 (Mi #535)                                                                                           |        | «المعرض الأوكراني الثامن للطوابع البريدية "أوديسافيل 2002"» | 0,45 هريفنا                | 5 أكتوبر 2002 م     | 300٬000      | ناتاليا ميخايليتشينكو                                        |
| رقم 476 (Mi #536)                                                                                           |        | «مقاطعة تشيركاسي» | 0,45 هريفنا                | 9 أكتوبر 2002 م     | 500٬000      | أوليكساندر كالميكوف                                          |
| رقم 477 (Mi #537)                                                                                           |        | «مقاطعة سومي» | 0,45 هريفنا                | 21 أكتوبر 2002 م    | 500٬000      | أوليكساندر كالميكوف                                          |
| رقم 478 (Mi #538)                                                                                           |        | سلسلة «كييف من خلال عيون الفنانين»: - «تاراس شيفتشينكو. قبر أسكولد. 1845» | 0,45 هريفنا                | 15 نوفمبر 2002 م    | 500٬000      | أوكسانا تيرنافسكا                                            |
| رقم 479 (Mi #539)                                                                                           |        | سلسلة «كييف من خلال عيون الفنانين»: - «تاراس شيفتشينكو. في كييف. 1844» | 0,75 هريفنا                | 15 نوفمبر 2002 م    | 300٬000      | أوكسانا تيرنافسكا                                            |
| رقم 480 (Mi #540)                                                                                           |        | سلسلة «كييف من خلال عيون الفنانين»: - «تاراس شيفتشينكو. كنيسة القديس ألكسندر في كييف. 1846» | 0,80 هريفنا                | 15 نوفمبر 2002 م    | 300٬000      | أوكسانا تيرنافسكا                                            |
| رقم 481 (Mi #541)                                                                                           |        | «سنة جديدة سعيدة!» | 0,45 هريفنا                | 22 نوفمبر 2002 م    | 500٬000      | فلاديسلاف يركو                                               |
| رقم 482 (Mi #542) رقم 483 (Mi #543) رقم 484 (Mi #544) رقم 485 (Mi #545) رقم 486 (Mi #546) رقم 487 (Mi #547) |        | ورقة طوابع تذكارية: «الملابس الشعبية الأوكرانية» (استمرارا مع سلسلة العام الماضي) - طابعان متجاوران: «الملابس الشعبية الأوكرانية: مقاطعة فينيتسا» - طابعان متجاوران: «الملابس الشعبية الأوكرانية: مقاطعة تشيركاسي» - طابعان متجاوران: «الملابس الشعبية الأوكرانية: مقاطعة ترنوبل» | 0,45 هريفنا                | 6 ديسمبر 2002 م     | 50٬000       | ميكولا كوتشوبي                                               |
| رقم 482 (Mi #542) رقم 483 (Mi #543)                                                                         |        | طابعان متجاوران: «الملابس الشعبية الأوكرانية: مقاطعة فينيتسا» - غطاء الرأس (بوكروفا وقد يقصد به أوتشيبوك أو ناميتكا أو طرحة) - سباس التفاح | 0,45 هريفنا                | 6 ديسمبر 2002 م     | 300٬000      | ميكولا كوتشوبي                                               |
| رقم 484 (Mi #544) رقم 485 (Mi #545)                                                                         |        | طابعان متجاوران: «الملابس الشعبية الأوكرانية: مقاطعة تشيركاسي» - أغاني الربيع - سباس العسل | 0,45 هريفنا                | 6 ديسمبر 2002 م     | 300٬000      | ميكولا كوتشوبي                                               |
| رقم 486 (Mi #546) رقم 487 (Mi #547)                                                                         |        | طابعان متجاوران: «الملابس الشعبية الأوكرانية: مقاطعة ترنوبل» - المسيح قام! - عيد الفصح | 0,45 هريفنا                | 6 ديسمبر 2002 م     | 300٬000      | ميكولا كوتشوبي                                               |

## الإصدار الخامس من الطوابع القياسية
كان الإصدار الخامس من الطوابع القياسية لأوكرانيا (2001-2006) ممثلاً بقيم اسمية بريدية تحمل فئات الحروف: "B"، "D"، "E"، "E"، "Ж"، "Р" حسب إصدارات عام 2001 وبقيمة «C» للطابع الصادر عام 2002، حيث أنها تتوافق مع التعرفة لإرسال المراسلات التي حددها البريد الأوكراني مسبقًا، وتعادل أيضًا مبلغًا معينًا بالهريفنا أو الدولار الأمريكي، ويحسب سعر بيع الدولار بسعر البنك الوطني الأوكراني.
في السياق الدولي، لا تحمل الطوابع البريدية دائمًا فئة معبر عنها بوحدات نقدية، على سبيل المثال، الروبل والهريفنيا، وغيرهما من العملات. في بعض الحالات، يشار إلى سعر طابع البريد على شكل أي حرف (أو حروف) حتى تتغير قيمة الطوابع تلقائيًا عند تغير سعر صرف وحدة العملة الوطنية. كانت تسمى هذه الطوابع بطوابع "الحروف". ويسمح استخدام مثل هذه الطوابع للشبكة البريدية بتوفير المال: ليست هناك حاجة لطباعة طوابع بريدية بقيمة نقدية جديدة، لأنه من الممكن الاستمرار في تداول نفس الطوابع البريدية ذات الحجم الحرفي والتي تباع بسعر متزايد في التداول البريدي. منذ عام 1994، بدأت هيئة البريد الأوكرانية في استخدام طوابع البريد لختم المراسلات البريدية، بما في ذلك تلك المرسلة خارج البلاد. تقليديا، يعبر عن التعريفات الجمركية للرسائل الدولية وغيرها من المواد البريدية المرسلة بالدولار الأمريكي، وبالتالي فإن القيمة الاسمية لعلامات الحروف تعادل الدولار.
يتوافق تسلسل العنصر في الجدول مع رقم كتالوج طوابع أوكرانيا على الموقع الرسمي للبريد الأوكراني، بين قوسين الأرقام من دليل ميشيل للطوابع".
| التسلسل في الكتالوج | الصورة | الوصف والمصادر | القيمة   | تاريخ طرحها للتداول | كيمة الإصدار | المصمم              |
| ------------------- | ------ | -------------- | -------- | ------------------- | ------------ | ------------------- |
| رقم 454 (Mi #514)   |        | «ليلك»         | C (0,80) | 5 يوليو 2002 م      | كمية كبيرة   | أوليكساندر كالميكوف |

## الإصدار السادس من الطوابع القياسية
كان الإصدار السادس من الطوابع القياسية لأوكرانيا (2002-2006) ممثلاً بأربعة طوابع بقيمة اسمية:
- 0.05 هريفنا
- 0.10 هريفنا
- 0.30 هريفنا
- 0.45 هريفنا

يتوافق ترتيب العناصر في الجدول مع الرقم الموجود في دليل طوابع أوكرانيا على الموقع الرسمي للبريد الأوكراني ((بالأوكرانية: КМД УДППЗ «Укрпошта»)، بين قوسين الأرقام وفقًا "لدليل ميشيل للطوابع".
| التسلسل في الكتالوج | الصورة | الوصف والمصادر | القيمة      | تاريخ طرحها للتداول | كيمة الإصدار | المصمم              |
| ------------------- | ------ | -------------- | ----------- | ------------------- | ------------ | ------------------- |
| رقم 429 (Mi #489)   |        | «عناقية»       | 0,05 هريفنا | 1 فبراير 2002 م     | كمية كبيرة   | أوليكساندر كالميكوف |
| رقم 437 (Mi #495)   |        | «خبازة»        | 0,10 هريفنا | 26 فبراير 2002 م    | كمية كبيرة   | أوليكساندر كالميكوف |
| رقم 442 (Mi #508)   |        | «مخملية»       | 0,30 هريفنا | 1 يونيو 2002 م      | كمية كبيرة   | أوليكساندر كالميكوف |
| رقم 470 (Mi #532)   |        | «قنطريون»      | 0,45 هريفنا | 18 سبتمبر 2002 م    | كمية كبيرة   | أوليكساندر كالميكوف |

## روابط خارجية
- Каталог продукції Укрпошти نسخة محفوظة 12 травня 2015 على موقع واي باك مشين.
- Поштовий міні-маркет